# Бьоблинген
 Тази статия е за града в Германия.  За окръга вижте Бьоблинген (окръг).  
Бьоблинген (на немски: Böblingen) е град в централната част на Баден-Вюртемберг, Германия, на около 20 km югоизточно от Щутгарт. Той е окръжен град и втори по големина за окръг Бьоблинген. Заедно с град Зинделфинген заема централно място за околните общини.
Населението му е около 46 000 души.

## Икономика
- Компютърна индустрия: IBM, Hewlett Packard, Philips, Siemens, Agilent, Multek, Compart, Verigy
- Автоиндустрия Daimler, Smart
- Медии C&L Verlag
- Авиоиндустрия: MOOG
- Финансови учреждения Kreissparkasse Böblingen

В Бьоблинген има американска военна база, наречена разговорно „Panzerkaserne“ (танкови казарми), в която са базирани т.нар. Green Berets на „10th Special Forces Group (Airborne)“.